# Fehértorkú denevér
A fehértorkú denevér (Vespertilio murinus) az emlősök (Mammalia) osztályának a denevérek (Chiroptera) rendjébe, ezen belül a kis denevérek (Microchiroptera) alrendjébe és a simaorrú denevérek (Vespertilionidae) családjába tartozó faj.
A Vespertilio emlősnem típusfaja.

## Előfordulása
A fehértorkú denevér keleti faj, legnyugatibb előfordulása szigetszerűen nyúlik Európába. Megtalálható Közép-, és Kelet-Európában, Skandinávia déli részén, Kelet-Franciaországban, Olaszország északi és Németország déli részén, valamint Szibériában, Afganisztánban, Iránban.
Magyarországon ritka. Az Északi-középhegységben van a legjelentősebb állománya, de a Mecsekben és a Bakonyban is él. Néhány adat az alföldi ártéri területekről is ismert.

## Alfajai

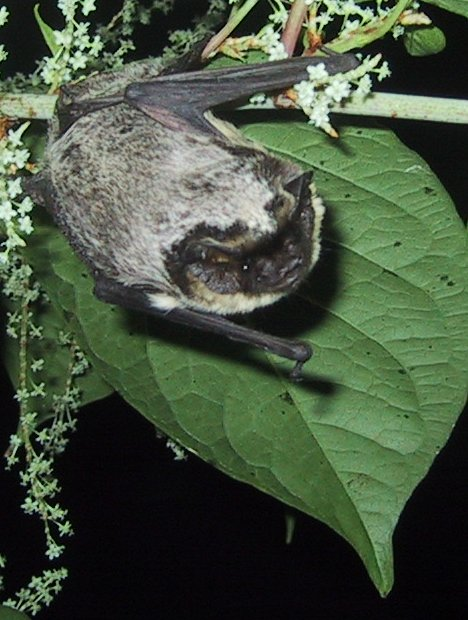
Vespertilio murinus murinus alfajbeli hím

- Vespertilio murinus murinus
- Vespertilio murinus ussuriensis

## Megjelenése
A fehértorkú denevér testhossza 5-6,3 centiméter, farokhossza 4-4,5 centiméter, magassága 0,8-1 centiméter, alkarhossza 4-4,7 centiméter és testtömege 12-14 gramm. Szőrzetének vége néha ezüstösen csillog. Fehéres torka és mellkasának felső tája erősen elüt a test többi részétől. 
A fülkagyló széles, erőteljes domborulattal, a fülfedő alacsony és nagy. A farok elég rövid, az utolsó csigolya szabadon lóg ki a vitorlából. A sarkantyú kissé hosszabb mint a lábszár, a farokvitorla szegélyének több mint a felét teszi ki. A sarkantyúkaréj gyengén fejlett.

## Életmódja
A fehértorkú denevér kedveli a hegyvidéki erdőket, de nem kerüli a nyílt, művelt területeket sem. Már kora este repül, gyorsan és egyenesen, rendszerint nagy magasságban. Éles hangja emberi füllel is jól hallható. Tápláléka lepkékből, tegzesekből, kétszárnyúakból, recésszárnyúakból áll.
Társas faj, fa- és sziklaüregekben, mindig nagy csoportokban telel át. Ősszel költözik. A legnagyobb ismert vándorlása 900 km. A hideget jól tűri, kevésbé védett helyeken is áttelel.

## Szaporodás
A közepes méretű szülőkolóniák 30-50 egyedből állnak, melyben a nőstények évente két utódot hoznak a világra.

## Rokon faj
A Vespertilio denevérnem másik élő faja, a Vespertilio sinensis.